# Жапаров, Акылбек Усенбекович
Акылбек Усенбекович Жапаров (кирг. Акылбек Үсөнбекович Жапаров; род. 14 сентября 1964, Рыбачье) — киргизский государственный и политический деятель. Депутат Жогорку Кенеша Кыргызской Республики II, V, VI созывов. Государственный советник государственной службы II класса. Заслуженный экономист Кыргызской Республики, доктор экономических наук. Председатель Кабинета министров Кыргызской Республики с 13 октября 2021 по 16 декабря 2024 года.

## Биография
Акылбек Усенбекович Жапаров родился 14 сентября 1964 года в городе Рыбачье Иссык-Кульской области в семье Усенбека Жапарова, врача, и Бегайым Сарынжиевой, инженера.

### Образование
Окончил среднюю школу имени 40-летия ВЛКСМ Кочкорского района в 1981 году. В школьные годы был видным комсомольским лидером и вожаком. В 1986 году с отличием окончил Фрунзенский политехнический институт по специальности «инженер-строитель»; в период обучения был Ленинским стипендиатом.
В 2002 году окончил Бишкекскую финансово-экономическую академию по специальности «Финансовые налоговые системы, менеджмент организаций».
Владеет киргизским, русским, английским и турецким языками.

### Преподавательская и научная деятельность
Преподавал во Фрунзенском политехническом институте с 1987 по 1991 год (с 1986 по 1987 год — младший научный сотрудник кафедры «Автомобильные дороги» Фрунзенского политехнического института). Принимал активное участие в жизни института и общества, являлся секретарём комитета комсомола Фрунзенского политехнического института, членом ЦКК ЦКВЛКСМ и Центрального Совета студенческих строительных отрядов ВЛКСМ.

### Политическая карьера
Свою политическую карьеру Акылбек Жапаров начинал как заведующий отделом по вопросам молодёжной политики аппарата президента КР с 1992 по 1993 год. В 1993 году стал ответственным секретарём, руководителем аппарата Социал-демократической партии Кыргызстана, и на этой должности пробыл до 1995 года.
С 1995 по 1996 год — помощник первого вице-премьер-министра КР. Прошёл долгий путь до должности первого вице-премьер-министра. С конца 2009 года назначен на должность.
Секретарь, член Национальной комиссии по рынку ценных бумаг при президенте КР с 1996 по 1997 год. Начальник управления по взысканию платежей Государственной налоговой инспекции при Министерстве финансов КР с 1997 по 2000 год.
Депутат Законодательного собрания Жогорку Кенеша КР по партийному списку от избирательного блока «Союз демократических сил» с 2000 по 2005 год. Член депутатской группы «Регионы Кыргызстана». Занимал должность Председателя Комитета по налогам, таможенным и другим сборам Законодательного собрания Жогорку Кенеша КР.
После состоявшейся Тюльпановой революции Акылбек Жапаров 26 марта 2005 года был назначен министром экономики и финансов КР и занимал эту должность до 27 декабря 2007 года. С 2007 по 2009 год занимал должность министра экономического развития и торговли КР. Был сторонником вступления Кыргызстана в программу Всемирного банка и Международного валютного фонда для бедных стран с крупной задолженностью.
1 июня 2021 года назначен Заместителем Председателя Кабинета Министров — министром экономики и финансов Кыргызской Республики.
12 октября 2021 года указом президента Кыргызстана Садыра Жапарова Акылбек Жапаров стал исполнять обязанности Председателя Кабинета министров Кыргызской Республики. 13 октября Садыр Жапаров назначил Акылбека Жапарова Председателем Кабинета министров Кыргызской Республики и руководителем администрации президента.
16 декабря 2024 года Акылбек Жапаров освобождён от должности Председателя Кабинета министров — руководителя Администрации Президента. Соответствующий указ подписал президент Садыр Жапаров.

## Личная жизнь
Женат, имеет двух дочерей — Саадат и Ажар, и сына Максата. Является автором книг «Налоги: вчера, сегодня, завтра», «Стратегии модернизации экономики», «Модернизация экономики Кыргызстана» и ряда статей в СМИ.
По заявлению депутата Жогорку Кенеша Ирины Карамушкиной, Акылбек Жапаров — владелец нескольких зданий, в том числе отеля «Damas», приблизительная стоимость которого оценивается в 10 млн $.
Акылбек Жапаров является сватом клана Жээнбековых. Сын Акылбека Жапаров женат на дочери Асылбека Жээнбекова, экс-спикера парламента двух созывов и брата экс-президента КР Сооронбая Жээнбекова.

## Награды
- Памятная медаль «1000-летие эпоса Манас» (1995).
- Почётный гражданин Нарынской области Кыргызской Республики.
- Почётное звание «Заслуженный экономист Кыргызской Республики» (2002).
- Медаль «Шериктеш» («Содружество») МВД КР (7 июня 2007).
- Орден Михаила Ломоносова Академии проблем безопасности, обороны и правопорядка Российской Федерации (13 июня 2007).
- Медаль «МПА СНГ. 25 лет» (27 марта 2017, Межпарламентская ассамблея СНГ) — за заслуги в деле развития и укрепления парламентаризма, за вклад в развитие и совершенствование правовых основ функционирования Содружества Независимых Государств, укрепление международных связей и межпарламентского сотрудничества[11].
- Почётная грамота Правительства Кыргызской Республики (20 декабря 2018) — за вклад в развитие парламентаризма и совершенствование законодательства Кыргызской Республики[12].
- Орден Дружбы (12 сентября 2024, Россия) — за заслуги в развитии стратегического партнёрства и союзничества, укреплении дружественных связей между Российской Федерацией и Киргизской Республикой[13].